# Hüde
Hüde község Németországban, Alsó-Szászországban, a Diepholzi járásban. Lakosainak száma 1256 fő (2023. december 31.).

## Földrajza
Hüde Stemshorn, Marl, Quernheim, Lembruch, Wetschen és Bohmte községekkel határos.

## Testvértelepülések
- Fiume Veneto